# Janusz Bogdan Roszkowski
Janusz Bogdan Roszkowski (ur. 14 listopada 1940 w Gdyni) – polski poeta, prozaik, eseista oraz tłumacz literatury szwedzkiej. We wszystkich wydanych książkach i publikacjach drugie imię zaznaczone jest skrótem B. (Janusz B. Roszkowski).

## Biografia
Studiował filologię polską na Uniwersytecie Mikołaja Kopernika w Toruniu oraz język i literaturę szwedzką na Uniwersytecie Królewskim w Sztokholmie. Debiutował jako poeta w 1965 roku na łamach dwutygodnika „Współczesność”. Długoletni członek Związku Literatów Polskich w Warszawie, obecnie niestowarzyszony i od 2007 roku zamieszkały w Iwoniczu-Zdroju. Szef  Wydawnictwa Mons Admirabilis założonego w Iwoniczu-Zdroju w roku 2012,  do którego w charakterze współpracowników zaprasza jedynie artystów grafików, sam wykonując resztę prac związanych z wydaniem już ponad pięćdziesięciu książek pod własną redakcją; rzekome JABORO S.C., odpowiedzialne za skład, łamanie i korektę tych książek, to skrót imion i nazwiska JA(nusz)BO(gdan)RO(szkowski).

## Twórczość

### Poezja
- Introdukcja (ISKRY, 1969)
- Oratorium (Wydawnictwo Literackie, 1970)
- Rondo (WL, 1974)
- Punkty (WL, 1979)
- Blizny na ziemi (WL, 1985)
- W obrotach ciał (WL, 1988)
- Gra luster i ech (ANAGRAM, 1998)
- Wiersze wybrane (IBiS, 2005)
- Porozmawiajmy o miłości (Wydawnictwo Mons Admirabilis, 2015)

### Proza
- Choinka na niebie (Oficyna Literatów i Dziennikarzy „Pod Wiatr”, 1999)
- Myślałem, więc byłem (IBiS, 2005)
- Jak być kuracjuszem w Iwoniczu-Zdroju (Wydawnictwo Mons Admirabilis, 2012)
- Moje rozmowy z Krishnamurtim (Wydawnictwo Mons Admirabilis, 2014)
- Znad Bajkału do Sharm el-Sheikh (Wydawnictwo Mons Admirabilis, 2020)
- Zeszyty dawnych lektur t. I i t.II (Wydawnictwo Mons Admirabilis, 2020)
- Pisarskie refleksje t. I i t. II (Wydawnictwo Mons Admirabilis, 2023)

### Jako współautor i redaktor
- Kobieto! Boski diable... - rozmowy z Adamem Hanuszkiewiczem (Prószyński, 2012)
- Reszta jest monologiem -. rozmowy z Adamem Hanuszkiewiczem (Wydawnictwo BoSz, 2016)
- Józef Aleksiewicz bohater Iwonicza Zdroju  (Wydawnictwo Mons Admirabilis, 2016)

## Przekłady
- Vesna Parun Cztery pieśni [muz. T. Baird] (Wydawnictwo Muzyczne, 1968)
- Gunnar Ekelöf Każdy człowiek jest światem (WL, 1984)
- Gunnar Ekelöf Poezje wybrane (LSW, „Biblioteka Poetów”, 1988)
- August Strindberg Spowiedź szaleńca (PIW, 1988; 2 wyd. 1997)
- Artur Lundkvist Poezje wybrane (LSW, 1992)
- Pär Lagerkvist W sercu Genesis (POD WIATR, 1992)
- Harry Martinson Poezje wybrane (LSW, 1995) - z Leonardem Neugerem
- August Strindberg Listy miłosne i nienawistne (ANAGRAM, 1998)
- Erik Lindegren Wiersze wybrane (ANAGRAM, 1999)
- August Strindberg Taniec śmierci (POD WIATR, 2000)
- Karl Vennberg Wiersze wybrane (POD WIATR, 2001)
- Nowa Konstelacja (50 młodych poetów szwedzkich) (IBiS, 2003)
- Ku Drodze Mlecznej (30 poetów szwedzkich starszego pokolenia) (IBiS, 2005)
- August Strindberg Historie małżeńskie (Jacek Santorski, 2006)